# São Miguel (Cabo Verde)
São Miguel es un municipio caboverdiano situado en la isla de Santiago.

## Historia
Fue creado en 1991, cuando una freguesia del municipio de Tarrafal se separó para formar este municipio.

## Geografía
El municipio abarca la totalidad de la isla de Santiago.

## Organización territorial
Consta de dos freguesias:
- São Miguel Arcanjo

## Demografía
| Gráfica de evolución demográfica de São Miguel entre 1980 y 2021 |
| |
| Población del municipio entre los años 1980 y 2010 según el censo de población de la página web Opendataforafrica.org. Población estimada según el Instituto Nacional de Estatística de Cabo Verde. Población según el resultado censal preliminar de 2021 del Instituto Nacional de Estatística de Cabo Verde según la página web citypopulation.de. |

## Economía
Las principales actividades económicas son la agricultura, la pesca y el turismo, seguido por el comercio. La mayoría de la población es rural, con una escasa población urbana concentrada en Calheta de São Miguel, la capital.